# Асламас, Анисим Васильевич
Анисим Васильевич Васильев (Асламас) (24 июля 1924, Вурманкас-Асламасы, Ядринский уезд, Чувашская автономная область, РСФСР, СССР — 2 ноября 2000, Чебоксары, Чувашская Республика, Российская Федерация) — чувашский советский композитор. Заслуженный деятель искусств РСФСР (1976).

## Биография
В 1937—1941 годах учился в Чебоксарском музыкальном училище на музыкально-педагогическом отделении.
С осени 1942 года до сентября 1945 года находился в Красной Армии, участник Великой Отечественной войны. В марте 1943 года выехал на фронт; воевал под Брянском и Орлом, в Белоруссии, Восточной Пруссии, Польше, Германии. Был связистом-телефонистом, начальником направления связи, музыкантом полкового духового оркестра (в составе 3-й армии генерала А. Горбатова).
В 1945—1948 годах в Киевской консерватории, в классе композиции Б. Н. Лятошинского, в 1955—1960 в Московской консерватории в классе В. Г. Фере.

### Личная жизнь
- Жена — Мария Васильевна Васильева, певица.
  - Дочь — Татьяна
  - Сын — Алексей (1959-2016)

## Память
- Ядринская районная детская школа искусств
- Улица в Чебоксарах

## Награды и звания
- Орден Отечественной войны II степени
- Медаль «За боевые заслуги»,
- Медаль «За освобождение Варшавы»,
- Медаль «За взятие Берлина» (1945);
- Заслуженный деятель искусств Чувашской АССР (1970),
- Почётная грамота Президиума Верховного Совета РСФСР (1974)
- Заслуженный деятель искусств РСФСР (1976)
- Почетная грамота Президиума Верховного Совета Чувашской АССР (1984)
- Орден Отечественной войны I степени (1985)[2].